# Botanicheskii Zhurnal SSSR
Botanicheskii Zhurnal SSSR (abreviado Bot. Zhurn. S.S.S.R.) fue una revista con ilustraciones y descripciones botánicas que es editada en San Petersburgo. Se publicaron los números 17 al 32 desde el año 1932 hasta 1947. Fue precedida por Zhurn. Russk. Bot. Obsc. y reemplazado por Bot. Zhurn. (Moscow & Leningrad).